# Zonnestraal (tijdschrift)
Zonnestraal is een Nederlandstalig educatief kindertijdschrift uit België. Het weekblad richt zich exclusief op kinderen van het derde en vierde leerjaar van het lager onderwijs. Sinds 1966 verschijnt het blad wekelijks.
Het tijdschrift wordt uitgegeven door Uitgeverij Averbode. De huidige hoofdredacteur is Jan Geerts, die Daniël Omer De Kesel in 1984 opvolgde.
De krant De Standaard kondigt in januari 2024 af dat de schooltijdschriften Zonneland, Zonnestraal, Zonnekind en Doremi aan hun laatste schooljaar bezig zijn. Uitgeverij Plantyn, dat Averbode overnam, doekt ze op. De reeks Vlaamse Filmpjes, ook van Averbode, blijft wel bestaan.